# Next Goal Wins
Next Goal Wins is een Britse documentairefilm uit 2014 over het Amerikaans-Samoaans voetbalelftal en hun worsteling om het imago van slechtste voetbalelftal ter wereld kwijt te raken. De film ging op 19 april 2014 in première op het Tribeca Film Festival.

## Synopsis
De film verhaalt over het Amerikaans-Samoaans voetbalelftal dat worstelt met haar slechte imago. Tijdens de voetbalinterland tegen Australië van 2001 verloren ze met 31-0 waarmee hun reputatie beschadigd was. Dit roept de nodige emoties op. Een paar weken voordat de kwalificatiewedstrijden voor het Wereldkampioenschap voetbal 2014 beginnen roepen ze de hulp in van de Nederlandse trainer Thomas Rongen. In drie weken tijd weet hij het team zo op te krikken dat, zowel fysiek als mentaal, dat ze een kwalificatiewedstrijd tegen Tonga weten te winnen en gelijk spelen tegen de Cookeilanden. De wedstrijd tegen het buureiland Samoa verliezen ze. Hiermee is hun reputatie verbeterd en dit betekent heel veel voor ze.

## Speelfilm
In 2023 werd de documentaire door Taika Waititi verwerkt tot een speelfilm, eveneens getiteld Next Goal Wins.